# Weischwitz
Weischwitz ist ein Ortsteil der Gemeinde Kaulsdorf im Landkreis Saalfeld-Rudolstadt in Thüringen.

## Geografie

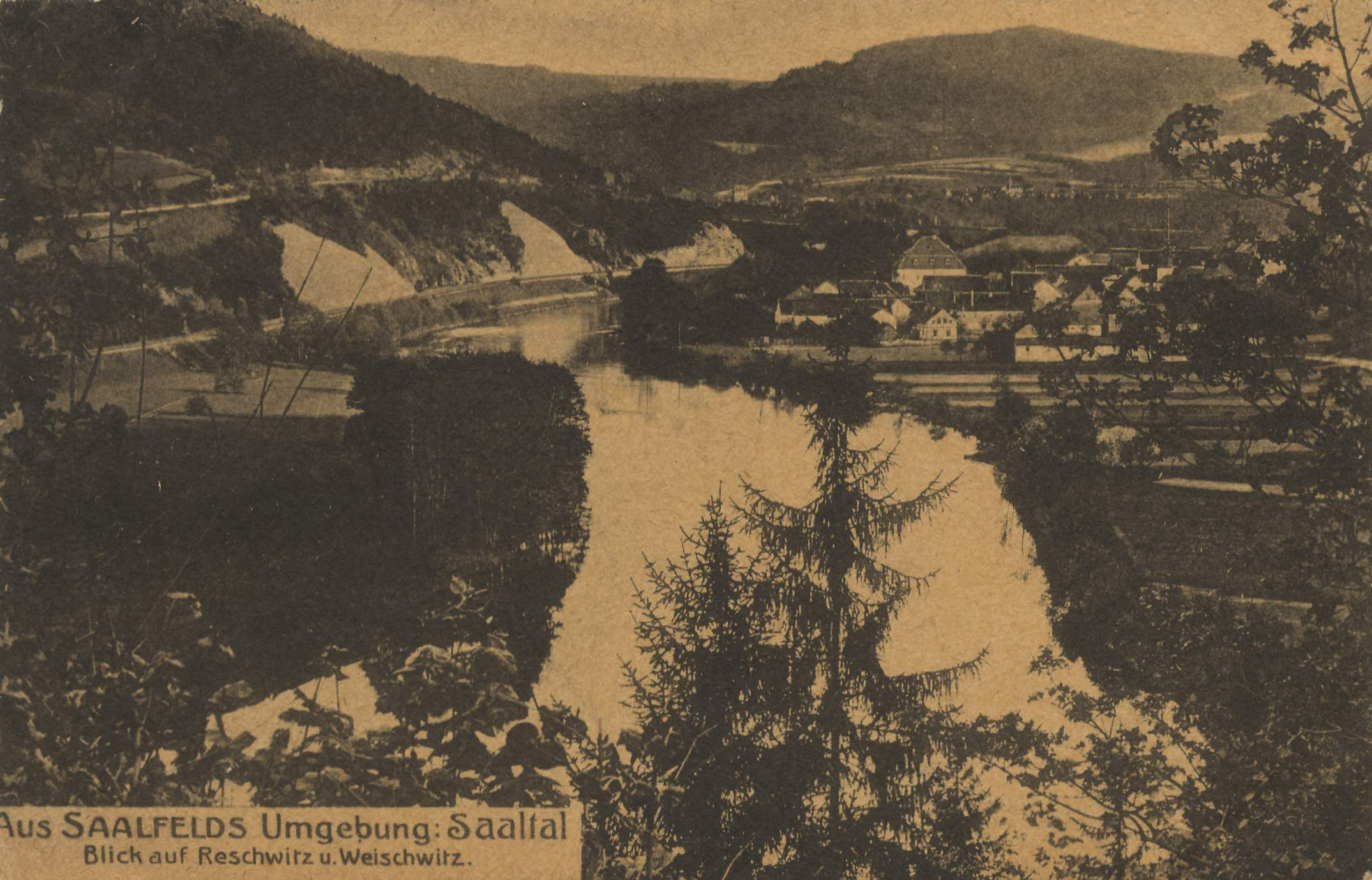
Saaletal im Jahre 1920: vorne Reschwitz und dahinter Weischwitz

Weischwitz liegt westlich von Fischersdorf im hügeligen Vorland des Thüringer Waldes auf Ausläufern des Südostthüringer Schiefergebirges auf Böden mit hoher Bodenfruchtbarkeit. Eine eineinhalb Kilometer lange Ortsverbindungsstraße zur Bundesstraße 85 verbindet den Ort verkehrsmäßig. Die Anhöhen und Berge um den Ort tragen Mischwälder.

## Geschichte
Das Dorf Weischwitz wurde am 28. März 1281 urkundlich ersterwähnt. Von drei Seiten umschlossen vom Leutenberger Gebiet der Oberherrschaft des Fürstentums Schwarzburg-Rudolstadt, gehörte Weischwitz zum Amt Saalfeld des Herzogtums Sachsen-Saalfeld bzw. Sachsen-Coburg-Saalfeld. Von 1826 bis 1918 gehörte Weischwitz zum Herzogtum Sachsen-Meiningen (Landkreis Saalfeld). Weischwitz war 1679 von Hexenverfolgung betroffen. Der Hufschmied Andreas Enders geriet in einen Hexenprozess und wurde enthauptet.
130 Bewohner sind im Dorf ansässig. Das Dorf ist der kleinste Ortsteil von Kaulsdorf.